# Wanda Gág
Wanda Gág (11 maart 1893-27 juni 1946) was een Amerikaanse schrijfster, schilderes, illustrator en vertaalster. Ze staat vooral bekend om haar boek Millions of Cats, dat het oudste Amerikaanse prentenboek is dat nog steeds in druk is.
Ze werd geboren in New Ulm in de Amerikaanse staat Minnesota. Op 15-jarige leeftijd verloor ze haar vader aan tuberculose. In 1917 ontving ze een studiebeurs voor de Art Students League of New York en begon ze haar carrière als commercieel illustrator. Gág bracht haar zomers door op het platteland, waar ze inspiratie opdeed voor haar kunstwerken. Haar doorbraak kwam met het boek Millions of Cats uit 1928. Gedurende haar leven bleef ze actief in de kunstwereld, ontving ze erkenning voor haar werk en werd postuum geëerd met verschillende prijzen. Wanda Gág overleed op 27 juni 1946 aan longkanker in New York.